# OBS
OBS (Open Broadcaster Software) е безплатна, междуплатформена програма с отворен код за запис и предаване на живо. Налична е за операционните системи Windows, GNU/Linux и macOS.

## Основни характеристики
OBS е софтуер, създаден с платформата Qt. Основните му функции са: запис на екрана, подреждане на кадрите, кодиране на видеосъдържанието и предаване на живо. Протоколът, който използва OBS, е RTMP (Real Time Messaging Protocol) и всеки продукт, поддържащ този протокол, може да взаимодейства със софтуера – например YouTube, Twitch, Instagram, Facebook и Discord.
OBS поддържа множество кодеци, многопистов звук, освен това има и настройки за по-напреднали потребители.
Програмата разполага с различни ефекти, които могат да бъдат прилагани върху кадрите, докато те се възпроизвеждат.
За разширяване на функционалността на OBS могат безпроблемно да бъдат използвани плъгини, тъй като програмата поддържа стотици такива.

## История
Отначало OBS е замислен като малък проект, но възможностите, които предлага, допринасят за неговото бързо разрастване. Разработчиците са главно доброволци. През 2012 г. излиза първата версия, а две години по-късно програмата става междуплатформена, въвеждат се нови функции и по-добър приложно-програмен интерфейс.